# Marie Kinsky von Wchinitz und Tettau
Titres
Princesse consort de Liechtenstein
13 novembre 1989 – 21 août 2021
(31 ans, 9 mois et 8 jours)
Princesse héritière consort de Liechtenstein
30 juillet 1967 – 13 novembre 1989
(22 ans, 3 mois et 14 jours)
Marie de Liechtenstein, née Marie Aglaé Kinská ze Vchynic a Tetova, en allemand Marie Aglaë Kinsky von Wchinitz und Tettau le 14 avril 1940 à Prague (Bohême-Moravie) et morte le 21 août 2021 à Grabs (Suisse), est l'épouse de Hans-Adam II, prince de Liechtenstein. 

## Biographie

### Origines familiales
Marie est la quatrième des sept enfants du comte Ferdinand Kinsky von Wchinitz und Tettau (né à Vienne le 30 janvier 1907 et mort à Sauerlach le 3 juin 1969) et de la comtesse Henriette von Ledebur-Wicheln (née à Krzemusch (cs) le 19 décembre 1910 et morte à Sankt Ruprecht an der Raab le 29 juin 2002), mariés à Milleschau (cs), Velemín, en Tchéquie, le 29 juin 1933.
La comtesse Marie est issue de la famille Kinsky originaire de Bohême connue dès le XIIIe siècle, dont la branche cadette a obtenu la noblesse en Basse-Autriche avec le titre de prince (Fürst) en Bohême en 1745. Marie est la nièce d'Ulrich, 10e prince Kinsky von Wchinitz und Tettau. 
Elle a six frères et sœurs : 1) Ferdinand (1934-2020), homme politique allemand, 2) Éléonore (1936), épouse Thomas Cornides von Krempach, 3) Johannes (1937-2004), 4) Aglaë (1941), épouse Conrad von Ballestrem, 5) Élisabeth (1944), épouse Ludwig zu Dohna-Schlobitten et 6) Carl Christian (1954-2016).

### Jeunesse
En 1945, sa famille qui réside au château d'Horažďovice, fuit les troupes soviétiques qui pénètrent dans le protectorat de Bohême-Moravie et s'installe en Allemagne. De 1946 à 1949, Marie est scolarisée à Ering am Inn, arrondissement de Rottal-Inn, situé dans le district de Basse-Bavière, puis elle est éduquée durant huit ans par les sœurs de Sainte-Lioba au cloître de Wald, dans le Bade-Wurtemberg. En 1957, la comtesse Marie se rend en Grande-Bretagne où elle perfectionne sa connaissance de l'anglais, puis passe du temps à Paris pour parfaire sa connaissance du français. Elle est diplômée en arts graphiques.
En 1960, au cours de vacances que les Kinsky passent au Liechtenstein, Marie rencontre un lointain parent : Hans-Adam, prince héréditaire de Liechtenstein. En effet, sa tante Caroline de Ledebur-Wicheln a épousé Jean de Liechtenstein (1910-1975), cousin germain de François-Joseph II prince régnant de Liechtenstein et père de Hans-Adam. Jusqu'en 1965, Marie travaille comme artiste commerciale dans une imprimerie de Dachau en Allemagne de l'Ouest. Pour sa part, Hans-Adam, de cinq ans le cadet de Marie, doit terminer ses études avant que leurs fiançailles soient officialisées au début de l'année 1967.

### Mariage et descendance
Le mariage du prince Hans-Adam II et de la princesse Marie a lieu dans la cathédrale Saint-Florin de Vaduz, le 30 juillet 1967. Ils ont quatre enfants, qualifiés du prédicat d'altesse sérénissime :
- le prince Alois Philipp Maria von Liechtenstein (Zurich, 11 juin 1968), prince héréditaire de Liechtenstein, comte de Rietberg, épouse en 1993 Sophie de Bavière (1967), duchesse en Bavière, d'où postérité :
  - le prince Joseph Wenzel Maximilian Maria (Londres, 24 mars 1995)
  - la princesse Marie Caroline Elisabeth Immaculata (Grabs, 17 octobre 1996)
  - le prince Georg Antonius Constantin Maria (Grabs, 20 avril 1999)
  - le prince Nikolaus Sebastian Alexander Maria (Grabs, 6 décembre 2000)
- le prince Maximilian Nikolaus Maria (Saint-Gall, 16 mai 1969), épouse à Vaduz civilement le 21 janvier 2000 et religieusement à New York le 29 janvier 2000 Angela Gisela Brown (1958), d'où :
  - le prince Alfons Constantin Maria (Londres, 18 mai 2001)
- le prince Constantin Ferdinand Maria (Saint-Gall, 15 mars 1972 et mort le 5 décembre 2023)[7], épouse à Vaduz civilement le 14 mai 1999 et religieusement à Csicso (Slovaquie) le 18 juillet 1999 la comtesse Marie Kálnoky de Köröspatak (1975), d'où :
  - le prince Moritz Emanuel Maria (New York, 27 mai 2003)
  - la princesse Georgina Maximiliana Tatjana Maria (Vienne, 23 juillet 2005)
  - le prince Benedikt Ferdinand Hubertus Maria (Vienne, 18 mai 2008)
- la princesse Tatjana Nora Maria (Saint-Gall, 10 avril 1973), épouse à Vaduz le 5 juin 1999 le baron Philipp von Lattorff (1968), d'où sept enfants :
  - Lukas Marie von Lattorff (Wiesbaden, 13 mai 2000)
  - Elisabeth Maria Angela Tatjana von Lattorff (Grabs, 25 janvier 2002)
  - Marie Teresa von Lattorff (Grabs, 18 janvier 2004)
  - Camilla Maria Katharina von Lattorf (Monza, 4 novembre 2005)
  - Anna Pia Theresia Maria von Lattorf (Goldgeben, 3 août 2007)
  - Sophie Katharina Maria von Lattorf (Goldgeben, 30 octobre 2009)
  - Maximilian Maria von Lattorf (Goldgeben, 17 décembre 2011)

### Activités

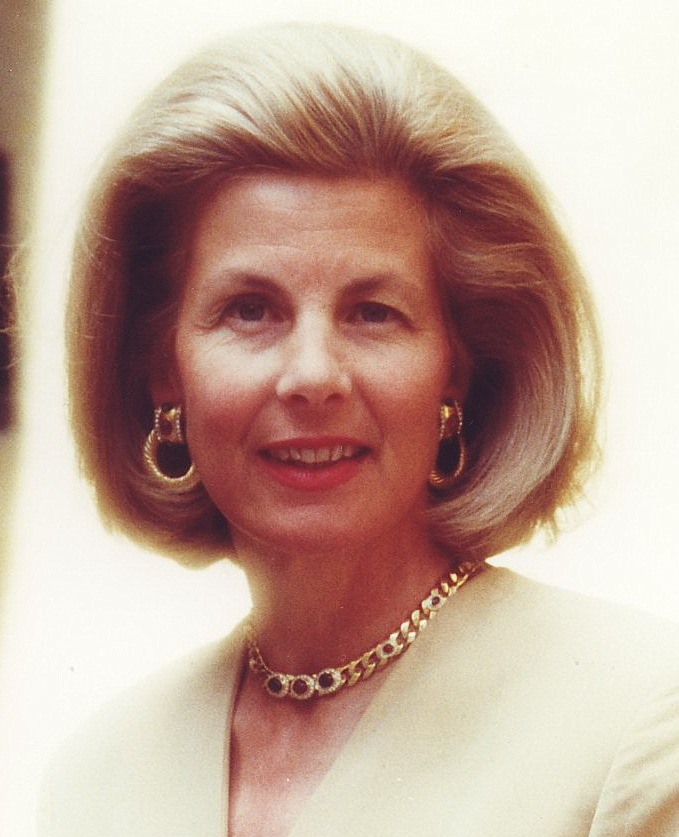
Marie Kinsky von Wchinitz und Tettau.

La princesse Marie exerce différents patronages et est membre de plusieurs organisations. En 1976, elle devient membre de la Liechtensteinische Gesellschaft für Umweltschutz (LGU), société de protection de l'environnement du Liechtenstein. Entre 1983 et 2005, elle est présidente de la Society for Orthopaedic Aid. En 1985, elle devient présidente de la Croix-Rouge de la principauté et cède ses fonctions à sa bru Sophie de Liechtenstein en 2015. Elle patronne, à partir de 1990, la Verband Liechtensteinischer Familienhilfen, une organisation soutenant les familles de son pays. D'autre part, la princesse s'intéressant à l'art et à la culture, est membre de la société historique du Liechtenstein.
Le 15 août 2004, tout en gardant le titre de prince souverain, Hans-Adam II transmet la direction des affaires courantes à son fils aîné Alois, devenu régent de la principauté. D'autre part, le couple princier de Liechtenstein effectue peu de visites officielles à l'étranger, hormis en Suisse et en Autriche. En revanche, Marie et Hans-Adam assistent parfois à quelques événements à caractère familial ou religieux, comme en octobre 2012 au mariage de Guillaume de Luxembourg et de Stéphanie de Lannoy, ou en avril 2014 au Vatican pour les canonisations des papes Jean XXIII et Jean-Paul II.

### Mort et funérailles

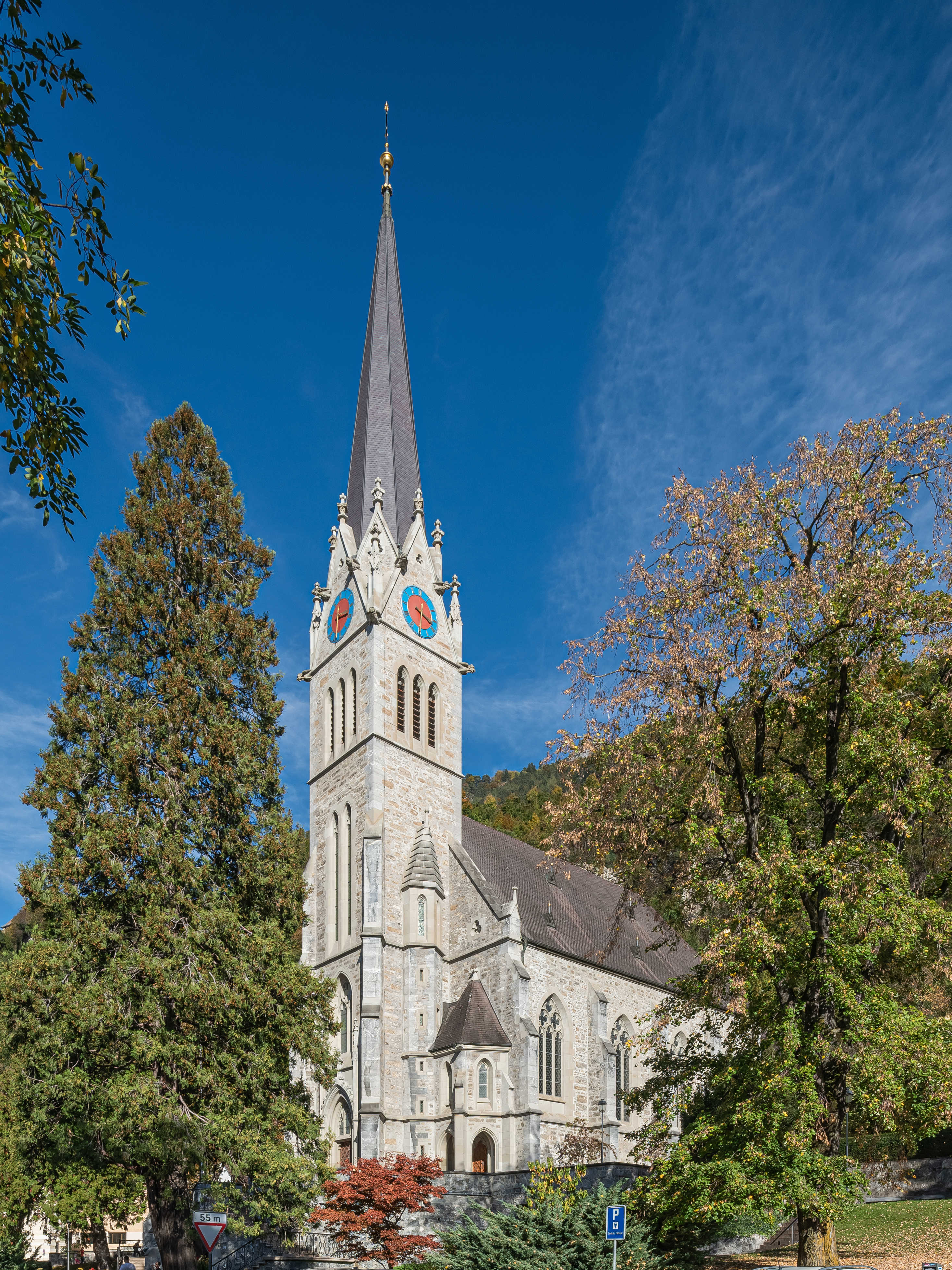
La cathédrale Saint-Florin de Vaduz.

Le 18 août 2021, la princesse Marie est victime d'un accident vasculaire cérébral. Elle est soignée à l'hôpital cantonal de Grabs, canton de Saint-Gall en Suisse, où elle meurt le 21 août à 16 h 43. 
Le samedi 28 août, après sept jours de deuil national, ses funérailles d'État débutent par un service religieux en la cathédrale Saint-Florin de Vaduz, célébré par l'archevêque de Vaduz, Wolfgang Haas, à 14 heures. Les musiciens de l’Orchestre symphonique du Liechtenstein, accompagnés par le chœur et les solistes de la cathédrale, assurent le volet musical de l’office. La cérémonie, uniquement accessible sur invitation, en raison de l'exiguïté des lieux et des restrictions sanitaires dues à la pandémie de Covid-19, est cependant diffusée par la chaîne de télévision Landeskanal. 
Parmi les invités, les membres de sa famille comprennent le prince Hans-Adam, ses quatre enfants, brus et gendre, ses quinze petits-enfants, dont son petit-fils aîné Joseph Wenzel de Liechtenstein. Ce dernier et neuf autres petits-enfants de la défunte, prennent la parole pour lire des textes bibliques ou des intentions en hommage à leur grand-mère. Parmi les nombreux membres de la famille princière de Liechtenstein, on remarque la présence des deux frères et belles-sœurs (Philipp de Liechtenstein et Isabelle de L'Arbre de Malander et Nikolaus de Liechtenstein et Margaretha de Luxembourg), ainsi que de la sœur (Nora de Liechtenstein) de Hans-Adam. 
Des membres de maisons royales et princières étrangères sont également présents : la reine émérite Sophie d'Espagne, de même que le prince Guillaume et la princesse Sibilla de Luxembourg, la princesse Caroline de Monaco, le duc François de Bavière, chef de sa maison, ainsi que le prince Max Emmanuel de Bavière et son épouse Elisabeth Douglas.
Parmi les hommes politiques, sont présents Daniel Risch, chef du gouvernement du Liechtenstein, accompagné par son épouse Jasmin Schädler, Heinz Fischer, ancien président fédéral de la République d'Autriche et son épouse Margit Binder, ainsi qu'Alain Berset, ancien président de la Confédération suisse.
Ensuite, à 16 heures, a lieu son inhumation, à quelques pas de la cathédrale Saint-Florin, dans la nécropole familiale de la maison de Liechtenstein.

## Titulature
- 14 avril 1940 – 30 juillet 1967 : comtesse Marie Kinsky von Wchinitz und Tettau (naissance) ;
- 30 juillet 1967 – 13 novembre 1989 : Son Altesse Sérénissime la princesse héréditaire de Liechtenstein (mariage) ;
- 13 novembre 1989 – 21 août 2021 : Son Altesse Sérénissime la princesse de Liechtenstein, duchesse de Troppau et Jägerndorf, comtesse de Rietberg.

## Honneurs
Marie de Liechtenstein a reçu les décorations suivantes :
- Grande étoile de l'ordre du mérite de la Principauté de Liechtenstein.
- Médaille du 70e anniversaire du prince François-Joseph II de Liechtenstein (16 août 1976).
- Grande étoile de l'ordre du mérite de la République d'Autriche (24 mars 2004).

## Ascendance
Ses quartiers d'ascendance sont :
|  |                                                              |  |  |  |  |  |  |  |  |  |  |  |  |  |  |  |
|  | 16. Rudolf, prince Kinsky von Wchinitz und Tettau            |  |  |  |  |  |  |  |  |  |  |  |  |  |  |  |
|  |                                                              |  |  |  |  |  |  |  |  |  |  |  |  |  |  |  |
|  |                                                              |  |  |  |  |  |  |  |  |  |  |  |  |  |  |  |
|  | 8. Ferdinand, prince Kinsky von Wchinitz und Tettau          |  |  |  |  |  |  |  |  |  |  |  |  |  |  |  |
|  |                                                              |  |  |  |  |  |  |  |  |  |  |  |  |  |  |  |
|  |                                                              |  |  |  |  |  |  |  |  |  |  |  |  |  |  |  |
|  | 17. Wilhelmine, comtesse von Colloredo-Mannsfeld             |  |  |  |  |  |  |  |  |  |  |  |  |  |  |  |
|  |                                                              |  |  |  |  |  |  |  |  |  |  |  |  |  |  |  |
|  |                                                              |  |  |  |  |  |  |  |  |  |  |  |  |  |  |  |
|  | 4. Ferdinand, comte Kinsky von Wchinitz und Tettau           |  |  |  |  |  |  |  |  |  |  |  |  |  |  |  |
|  |                                                              |  |  |  |  |  |  |  |  |  |  |  |  |  |  |  |
|  |                                                              |  |  |  |  |  |  |  |  |  |  |  |  |  |  |  |
|  | 18. Charles, prince de et à Liechtenstein (1790-1865)        |  |  |  |  |  |  |  |  |  |  |  |  |  |  |  |
|  |                                                              |  |  |  |  |  |  |  |  |  |  |  |  |  |  |  |
|  |                                                              |  |  |  |  |  |  |  |  |  |  |  |  |  |  |  |
|  | 9. Maria, princesse de et à Liechtenstein                    |  |  |  |  |  |  |  |  |  |  |  |  |  |  |  |
|  |                                                              |  |  |  |  |  |  |  |  |  |  |  |  |  |  |  |
|  |                                                              |  |  |  |  |  |  |  |  |  |  |  |  |  |  |  |
|  | 19. Franziska, comtesse von Wrbna und Freudenthal            |  |  |  |  |  |  |  |  |  |  |  |  |  |  |  |
|  |                                                              |  |  |  |  |  |  |  |  |  |  |  |  |  |  |  |
|  |                                                              |  |  |  |  |  |  |  |  |  |  |  |  |  |  |  |
|  | 2. Ferdinand Reichsgraf Kinsky von Wchinitz und Tettau       |  |  |  |  |  |  |  |  |  |  |  |  |  |  |  |
|  |                                                              |  |  |  |  |  |  |  |  |  |  |  |  |  |  |  |
|  |                                                              |  |  |  |  |  |  |  |  |  |  |  |  |  |  |  |
|  | 20. Wilhelm II, prince von Auersperg                         |  |  |  |  |  |  |  |  |  |  |  |  |  |  |  |
|  |                                                              |  |  |  |  |  |  |  |  |  |  |  |  |  |  |  |
|  |                                                              |  |  |  |  |  |  |  |  |  |  |  |  |  |  |  |
|  | 10. Adolf, prince von Auersperg                              |  |  |  |  |  |  |  |  |  |  |  |  |  |  |  |
|  |                                                              |  |  |  |  |  |  |  |  |  |  |  |  |  |  |  |
|  |                                                              |  |  |  |  |  |  |  |  |  |  |  |  |  |  |  |
|  | 21. Friederike, baronne von Lenthe                           |  |  |  |  |  |  |  |  |  |  |  |  |  |  |  |
|  |                                                              |  |  |  |  |  |  |  |  |  |  |  |  |  |  |  |
|  |                                                              |  |  |  |  |  |  |  |  |  |  |  |  |  |  |  |
|  | 5. Aglaë, princesse von Auersperg                            |  |  |  |  |  |  |  |  |  |  |  |  |  |  |  |
|  |                                                              |  |  |  |  |  |  |  |  |  |  |  |  |  |  |  |
|  |                                                              |  |  |  |  |  |  |  |  |  |  |  |  |  |  |  |
|  | 22. Ernö Festetics de Tolna                                  |  |  |  |  |  |  |  |  |  |  |  |  |  |  |  |
|  |                                                              |  |  |  |  |  |  |  |  |  |  |  |  |  |  |  |
|  |                                                              |  |  |  |  |  |  |  |  |  |  |  |  |  |  |  |
|  | 11. Johanna Festetics de Tolna, comtesse Festetics von Tolna |  |  |  |  |  |  |  |  |  |  |  |  |  |  |  |
|  |                                                              |  |  |  |  |  |  |  |  |  |  |  |  |  |  |  |
|  |                                                              |  |  |  |  |  |  |  |  |  |  |  |  |  |  |  |
|  | 23. Johanna Kotz von Dobrz                                   |  |  |  |  |  |  |  |  |  |  |  |  |  |  |  |
|  |                                                              |  |  |  |  |  |  |  |  |  |  |  |  |  |  |  |
|  |                                                              |  |  |  |  |  |  |  |  |  |  |  |  |  |  |  |
|  | 1. Marie Kinsky von Wchinitz und Tettau                      |  |  |  |  |  |  |  |  |  |  |  |  |  |  |  |
|  |                                                              |  |  |  |  |  |  |  |  |  |  |  |  |  |  |  |
|  |                                                              |  |  |  |  |  |  |  |  |  |  |  |  |  |  |  |
|  | 24. Adolf, comte von Ledebur Wicheln                         |  |  |  |  |  |  |  |  |  |  |  |  |  |  |  |
|  |                                                              |  |  |  |  |  |  |  |  |  |  |  |  |  |  |  |
|  |                                                              |  |  |  |  |  |  |  |  |  |  |  |  |  |  |  |
|  | 12. Johann, comte von Ledebur Wicheln                        |  |  |  |  |  |  |  |  |  |  |  |  |  |  |  |
|  |                                                              |  |  |  |  |  |  |  |  |  |  |  |  |  |  |  |
|  |                                                              |  |  |  |  |  |  |  |  |  |  |  |  |  |  |  |
|  | 25. Johanna von Nostitz-Rokitnitz                            |  |  |  |  |  |  |  |  |  |  |  |  |  |  |  |
|  |                                                              |  |  |  |  |  |  |  |  |  |  |  |  |  |  |  |
|  |                                                              |  |  |  |  |  |  |  |  |  |  |  |  |  |  |  |
|  | 6. Eugen von Ledebur-Wicheln                                 |  |  |  |  |  |  |  |  |  |  |  |  |  |  |  |
|  |                                                              |  |  |  |  |  |  |  |  |  |  |  |  |  |  |  |
|  |                                                              |  |  |  |  |  |  |  |  |  |  |  |  |  |  |  |
|  | 26. Jaromir, comte Czernin von Chudenitz                     |  |  |  |  |  |  |  |  |  |  |  |  |  |  |  |
|  |                                                              |  |  |  |  |  |  |  |  |  |  |  |  |  |  |  |
|  |                                                              |  |  |  |  |  |  |  |  |  |  |  |  |  |  |  |
|  | 13. Karoline Czernin von Chudenitz                           |  |  |  |  |  |  |  |  |  |  |  |  |  |  |  |
|  |                                                              |  |  |  |  |  |  |  |  |  |  |  |  |  |  |  |
|  |                                                              |  |  |  |  |  |  |  |  |  |  |  |  |  |  |  |
|  | 27. Karoline Schaffgotsche                                   |  |  |  |  |  |  |  |  |  |  |  |  |  |  |  |
|  |                                                              |  |  |  |  |  |  |  |  |  |  |  |  |  |  |  |
|  |                                                              |  |  |  |  |  |  |  |  |  |  |  |  |  |  |  |
|  | 3. Henriette, comtesse von Ledebur-Wicheln                   |  |  |  |  |  |  |  |  |  |  |  |  |  |  |  |
|  |                                                              |  |  |  |  |  |  |  |  |  |  |  |  |  |  |  |
|  |                                                              |  |  |  |  |  |  |  |  |  |  |  |  |  |  |  |
|  | 28. Johann, comte Larisch von Moennich                       |  |  |  |  |  |  |  |  |  |  |  |  |  |  |  |
|  |                                                              |  |  |  |  |  |  |  |  |  |  |  |  |  |  |  |
|  |                                                              |  |  |  |  |  |  |  |  |  |  |  |  |  |  |  |
|  | 14. Heinrich, comte Larisch von Moennich                     |  |  |  |  |  |  |  |  |  |  |  |  |  |  |  |
|  |                                                              |  |  |  |  |  |  |  |  |  |  |  |  |  |  |  |
|  |                                                              |  |  |  |  |  |  |  |  |  |  |  |  |  |  |  |
|  | 29. Franziska, baronne Kast von Ebelsberg                    |  |  |  |  |  |  |  |  |  |  |  |  |  |  |  |
|  |                                                              |  |  |  |  |  |  |  |  |  |  |  |  |  |  |  |
|  |                                                              |  |  |  |  |  |  |  |  |  |  |  |  |  |  |  |
|  | 7. Eleonore, comtesse Larisch von Moennich                   |  |  |  |  |  |  |  |  |  |  |  |  |  |  |  |
|  |                                                              |  |  |  |  |  |  |  |  |  |  |  |  |  |  |  |
|  |                                                              |  |  |  |  |  |  |  |  |  |  |  |  |  |  |  |
|  | 30. Leo, comte Larisch von Moennich                          |  |  |  |  |  |  |  |  |  |  |  |  |  |  |  |
|  |                                                              |  |  |  |  |  |  |  |  |  |  |  |  |  |  |  |
|  |                                                              |  |  |  |  |  |  |  |  |  |  |  |  |  |  |  |
|  | 15. Henriette, comtesse Larisch von Moennich                 |  |  |  |  |  |  |  |  |  |  |  |  |  |  |  |
|  |                                                              |  |  |  |  |  |  |  |  |  |  |  |  |  |  |  |
|  |                                                              |  |  |  |  |  |  |  |  |  |  |  |  |  |  |  |
|  | 31. Helena Stirbey                                           |  |  |  |  |  |  |  |  |  |  |  |  |  |  |  |
|  |                                                              |  |  |  |  |  |  |  |  |  |  |  |  |  |  |  |
|  |                                                              |  |  |  |  |  |  |  |  |  |  |  |  |  |  |  |